# Live / Hhaï
Live / Hhaï (auch bekannt als Magma Live, Live Köhntark und Hhaï Live) ist das fünfte Album der französischen Progressive-Rock- und Zeuhl-Gruppe Magma und zugleich ihr erstes Livealbum.

## Entstehungsgeschichte
Für das Album wurden die Konzerte vom 1. bis 5. Juni 1975 in der Taverne de l'Olympia in Paris von Frank Owens von Island Mobile mitgeschnitten und von George Chkiantz im Studio Château d’Hérouville abgemischt. Die Veröffentlichung erfolgte am 12. Dezember des gleichen Jahres. Aufgrund von Copyright-Beschränkungen auf den Vorgängeralben mussten einige Titel leicht verändert werden.
Das äußere Coverdesign stammt von Klaus Blasquiz, sowie Christian Vander und das Design des inneren Folders von Georges Besner.

## Musikstil
Die ersten beiden Stücke sind der Titeltrack von Köhntarkösz von 1974. Ëmëhntëht-Rê und Hhaï wurden schließlich in die Gesamtkomposition Ëmëhntëhtt-Ré aufgenommen. Kobah ist eine umarrangierte Version von Kobaïa aus Magmas Debütalbum Magma von 1970. Der Titel Lïhns war bisher unveröffentlicht. Er ist bislang als Livemitschnitt aus dem Pariser Club Triton auf der DVD zum 35-jährigen Bestehen der Band, Mythes et Légendes Epok III, die 2007 veröffentlicht worden. Die letzten beiden Titel bilden die zweite Hälfte von Mekanïk Destruktïw Kommandöh, wobei Mëkanïk Zaïn die Titel Nebëhr Gudahtt und Mekanïk Kommandöh ersetzt.

## Titelliste
Alle Titel wurden von Chritian Vander geschrieben und arrangiert.

### LP-Edition

#### Seite A
1. Köhntark (Part 1): 15:45

#### Seite B
1. Köhntark (Part 2): 16:14

#### Seite C
1. Hhaï: 9:20
2. Kobah: 6:36
3. Lïhns: 4:55

#### Seite D
1. Mëkanïk Zaïn: 18:57

### CD-Edition

#### Zünd 1
1. Köhntark (Part 1): 15:45
2. Köhntark (Part 2): 16:14
3. Ëmëhntëhtt-Rê (Announcement): 8:10

#### Zünd 2
1. Hhaï: 9:20
2. Kobah: 6:36
3. Lïhns: 4:55
4. Da Zeuhl Wortz Mekanïk: 6:14
5. Mëkanïk Zaïn: 18:57

## Veröffentlichungen
Das Album wurde mehrfach wiederveröffentlicht: 1975 auf Utopia Records, 1978 auf Tomato Records, 1989 und 2009 von Stella Vanders Label Seventh Records, 2001 von Victor sowie 1996 und 2001 von dem britischen Label Charly Records.

## Rezeption
Live / Hhaï gilt seit seiner Veröffentlichung als eine der bahnbrechenden Veröffentlichungen der Band. Udo Gerhards vom Progressive-Rock-Portal Babyblaue Seiten meint zu dieser Veröffentlichung, „… daß sie einige hervorragende Versionen von einigen von Magmas großen Nummern enthält“ und hält es für „einen guten Startpunkt für Magma-Einsteiger“. Besonders wird bei dieser Aufnahme die im Vergleich zur Studioaufnahme wesentlich kraftvoller gespielte Version von Köhntarkösz, das Bassptiel Paganottis und die Geige Lockwoods hervorgehoben.